# Arthur Prior
Arthur Norman Prior (Masterton, 4 dicembre 1914 – Trondheim, 6 ottobre 1969) è stato un filosofo e logico neozelandese.
Prior nel 1957 fondò la logica temporale, e apportò importanti contributi alla logica intensionale, in particolare in Prior (1971).

## Biografia
Prior fu educato in Nuova Zelanda, dove fu influenzato da John Niemeyer Findlay. Nonostante conoscesse solo le basi della matematica, iniziò ad insegnare logica e filosofia al Canterbury University College nel 1946, prendendo il posto reso vacante dalle dimissioni di Karl Popper. Divenne professore nel 1953. Grazie ai buoni uffici di Gilbert Ryle, che lo aveva incontrato in Nuova Zelanda nel 1954, Prior passò il 1956 in licenza alla Università di Oxford, dove diede le John Locke Lectures che furono successivamente pubblicate con il titolo di Time and Modality nel 1957. Questo libro diede un contributo fondamentale per lo studio della logica intensionale e della metafisica del tempo; in esso Prior sostenne che le modalità temporali del passato, del presente e del futuro sono categorie ontologiche basilari, di fondamentale importanza per la nostra comprensione del tempo e del mondo. Durante la sua permanenza a Oxford, Prior conobbe Peter Geach e William Kneale, influenzò John Lemmon, ed ebbe una corrispondenza con l'allora adolescente Saul Kripke. Lo studio della logica nel Regno Unito era a quell'epoca ad un livello abbastanza modesto, e si ritiene che l'entusiasmo di Prior abbia contribuito al suo miglioramento. Dal 1959 al 1966, fu Professore di Filosofia all'Università di Manchester, ed ebbe tra i suoi allievi Osmund Lewry. Dal 1966 fino alla morte fu Ricercatore e Tutor in filosofia al Balliol College di Oxford. Tra i suoi studenti figurano Max Cresswell, Kit Fine e Robert Bull.
Quasi completamente autodidatta nella moderna logica formale, Prior pubblicò il suo primo saggio sulla logica nel 1952, quando aveva già 38 anni di età, poco dopo avere scoperto le opere di Józef Bocheński e Jan Łukasiewicz. Continuò ad utilizzare la Notazione polacca introdotta da Łukasiewicz durante tutta la sua carriera. Il suo volume Formal Logic del 1955 deriva dalle lezioni di logica tenute in Nuova Zelanda. L'opera di Prior sulla logica intensionale fornisce una difesa sistematica ed estesa di una concezione intensionale della realtà, nella quale gli oggetti materiali sono interpretati come continuità tridimensionali che sono completamente presenti in ogni momento della loro esistenza.
Prior si è distinto anche per il suo grande interesse nella storia della logica. Fu uno dei primi logici ad apprezzare gli scritti di logica di Charles Sanders Peirce, e la distinzione tra modalità de dicto e de re. Prior insegnò ed analizzò la logica modale prima che Kripke proponesse la sua semantica dei mondi possibili, in un periodo in cui i concetti di modalità ed intenzionalità riscuotevano poco interesse nel mondo anglofono, ed erano stati duramente attaccati da Willard Quine.
Oggi è riconosciuto come il precursore della logica ibrida. Intraprendendo (in una sezione del suo libro "Past, Present, and Future" (1967)) il tentativo di combinare operatori temporali binari (ad esempio, "finché") ed unari (ad esempio, "sarà sempre") in un sistema di logica temporale, Prior — incidentalmente — costruì la base per successivi linguaggi ibridi.
La sua opera Time and Modality approfondì l'uso di una logica polivalente per spiegare il problema dei nomi senza riferimento.
L'opera di Prior fu sia filosofica che formale e fornisce una sinergia produttiva tra l'innovazione formale e l'analisi linguistica. La lingua naturale, sosteneva, può incorporare tanto follia e confusione quanto la saggezza dei nostri antenati. Egli fu scrupoloso nell'esporre i punti di vista dei suoi avversari, e fornì molti consigli costruttivi riguardo allo sviluppo formale di punti di vista alternativi.

## Pubblicazioni
I seguenti libri fino al 1968 sono stati pubblicati da Prior mentre quelli successivi sono collezioni postume di articoli su riviste e saggi rimasti inediti alla sua morte:
- 1949. Logic and the Basis of Ethics. Oxford University Press (ISBN 0-19-824157-7).
- 1955. Formal Logic. Oxford University Press. (seconda edizione riveduta 1962).
- 1957. Time and Modality. Oxford University Press. Basato sulle "John Locke Lectures" del 1956.
- 1967. Past, Present and Future. Oxford University Press.
- 1968. Papers on Time and Tense. Oxford University Press.
- 1971. Objects of Thought. A cura di P. T. Geach e A. J. P. Kenny. Oxford University Press.
- 1976. The Doctrine of Propositions and Terms. A cura di P. T. Geach e A. J. P. Kenny. Londra: Duckworth.
- 1976. Papers in Logic and Ethics. A cura di P. T. Geach e A. J. P. Kenny. Londra: Duckworth.
- 1977. Worlds, Times and Selves. A cura di Kit Fine. Londra: Duckworth.
- 2003. Papers on Time and Tense. Nuova edizione a cura di Per Hasle, Peter Øhrstrøm, Torben Braüner & Jack Copeland. Oxford University Press.